# 宮之原誠也
宮之原 誠也（みやのはら せいや、1995年12月11日 - ）は、日本の柔道家。福岡県出身。階級は60kg級。身長163cm。血液型はO型。組み手は左組み。得意技は背負投。

## 経歴
柔道は7歳の時に香月道場で始めた。香月中学3年の時に全国中学校柔道大会55kg級に出場するが3回戦で敗れた。大牟田高校へ進むと、1年と2年の時には全国高校選手権60kg級の3回戦で敗れた。3年の時にはインターハイで決勝まで進むが、柳ヶ浦高校3年の小倉拓実に敗れて2位に終わった。2014年には国士舘大学へ進むと、3年の時に学生体重別で3位に入った。4年の時には学生体重別の決勝で筑波大学3年の大島拓海を縦四方固で破って優勝した。体重別団体では決勝の東海大学戦で永山竜樹と引き分けるもチームは敗れて2位にとどまった。講道館杯では決勝で東海大学2年の山本達彦をGSに入ってから肩車の技ありで破って優勝した。グランドスラム・東京では初戦でフランスのワリド・キヤーに反則負けを喫した。グランプリ・チュニスでは準決勝でキヤーに裏投げで敗れて3位に終わった。2018年からは福岡県警の所属となった。2019年のアジアオープン・台北では準決勝で旭化成の大島優磨に敗れて3位にとどまった。その後、ひらまつ病院の所属となった。2021年、2022年の実業個人選手権では3位だった。

## 戦績
- 2013年 - インターハイ 2位
- 2014年 - ブレーメンジュニア国際 3位
- 2016年 - 学生体重別 3位
- 2017年 - 学生体重別 優勝
- 2017年 - 体重別団体 2位
- 2017年 - 講道館杯 優勝
- 2018年 - グランプリ・チュニス 3位
- 2019年 - アジアオープン・台北 3位
- 2021年 - 実業個人選手権 3位
- 2022年 - 実業個人選手権 3位

（出典、JudoInside.com）